# Giorgio di Pietrapiana
Giorgio di Pietrapiana, in tedesco Georg von Ebenstein (... – 1530), è stato un mercenario e militare austriaco.

## Biografia

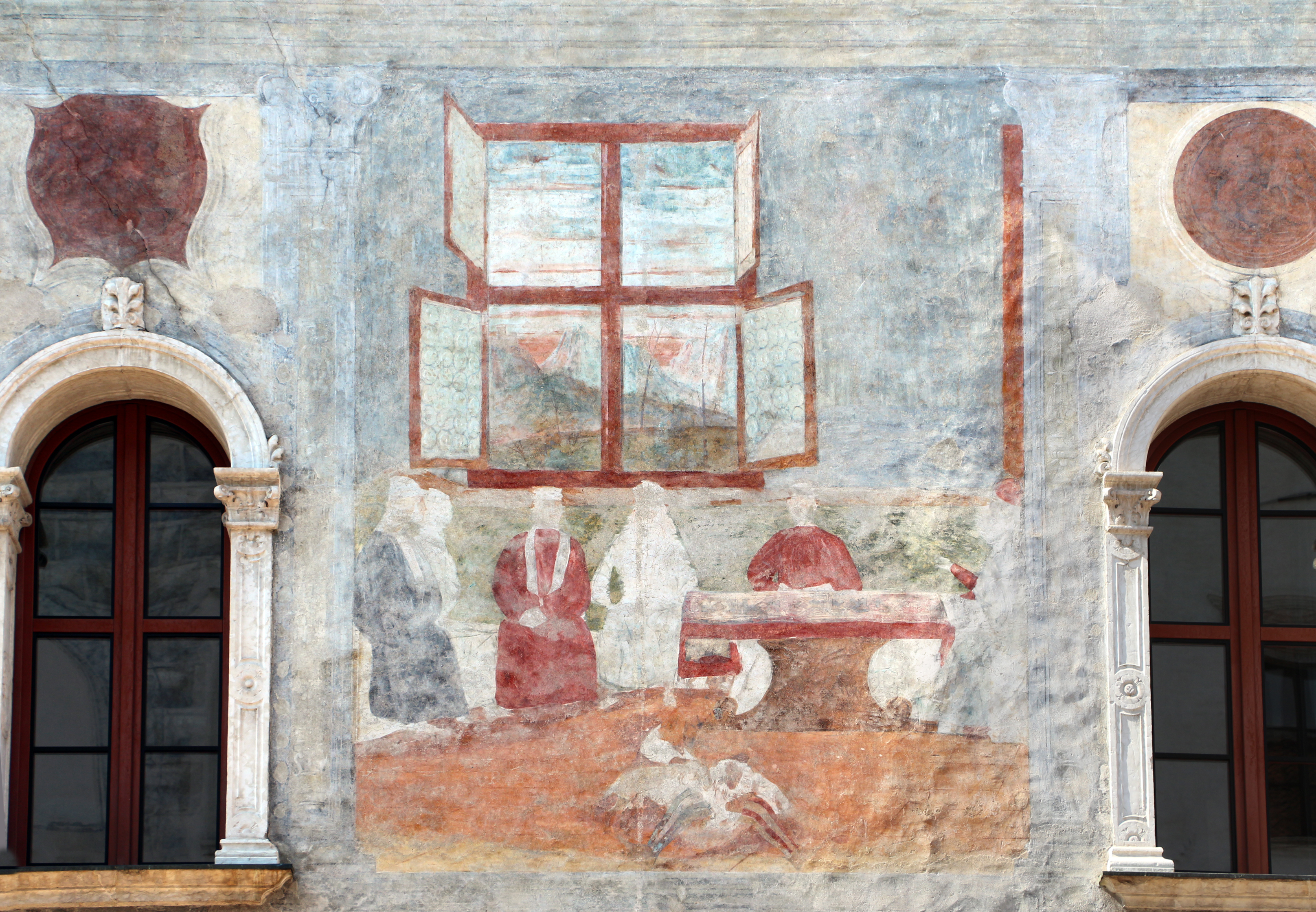
L'affresco sulla facciata di Palazzo Geremia, che ritrarrebbe Giorgio di Pietrapiana in lotta con un leone (simbolo di Venezia), alla presenza di alcuni dignitari

Membro della famiglia dei Pietrapiana, che possedeva il castello di Pietrapiana sulla collina presso Povo di Trento, era figlio di Giovanni Luigi e di Beatrice, e aveva due fratelli di nome Paolo e Bernardino.
Dopo aver combattuto in Belgio, nel 1486 divenne socio della confraternita alemanna degli Zappatori e verso il 1487 fu Stadthauptmann, o comandante della guarnigione del castello del Buonconsiglio, al servizio del principe vescovo di Trento Udalrico Frundsberg; il 10 agosto guidò un contingente di truppe tirolesi, composto da circa 2500 unità di cui un migliaio di lanzichenecchi, nella battaglia di Calliano, che vide la sconfitta dell'avversario veneziano Roberto Sanseverino. L'impresa è celebrata in un affresco sulla facciata di palazzo Geremia a Trento.
Nel 1489 risulta invece al soldo dell'imperatore Massimiliano d'Austria combattendo contro i francesi, e partecipando alla conquista di San Quintino in Piccardia. Dall'imperatore venne quindi nominato capitano del castello di Segonzano, posizione che occupò sicuramente dal 1491 al 1494; in quest'anno accolse nel maniero il pittore tedesco Albrecht Dürer, che si era trovato a passare per la val di Cembra nel suo viaggio verso Venezia.
Dal 1495 al 1496 combatté per Ludovico il Moro, partecipando alla battaglia di Fornovo e a vari scontri presso Novara; a inizio 1499 entrò nuovamente al servizio di Massimiliano d'Austria contro gli svizzeri durante la guerra sveva, ma più avanti nello stesso anno tornò alle dipendenze di Milano contro i francesi. 
Gli ultimi anni sono poco documentati, e morì intorno al 1530.